# Искрец
Искрец (болг. Искрец) — село в Болгарии. Находится в Софийской области, входит в общину Своге. Население составляет 1714 человек (2022).

## Политическая ситуация
В местном кметстве Искрец, в состав которого входит Искрец, должность кмета (старосты) исполняет Ангел Асенов Джунов (коалиция в составе 4 партий: Евророма, Национальное движение «Симеон Второй» (НДСВ), политический клуб «Экогласность»), Болгарская социалистическая партия (БСП)) по результатам выборов.
Кмет (мэр) общины Своге — Емил Цветанов Атанасов (Болгарская социалистическая партия (БСП), Национальное движение «Симеон Второй» (НДСВ), либеральная инициатива «За демократическое европейское развитие» (ЛИДЕР), Зелёные, Политический клуб «Экогласность», Евророма) по результатам выборов.